# 熊野町ジャンクション

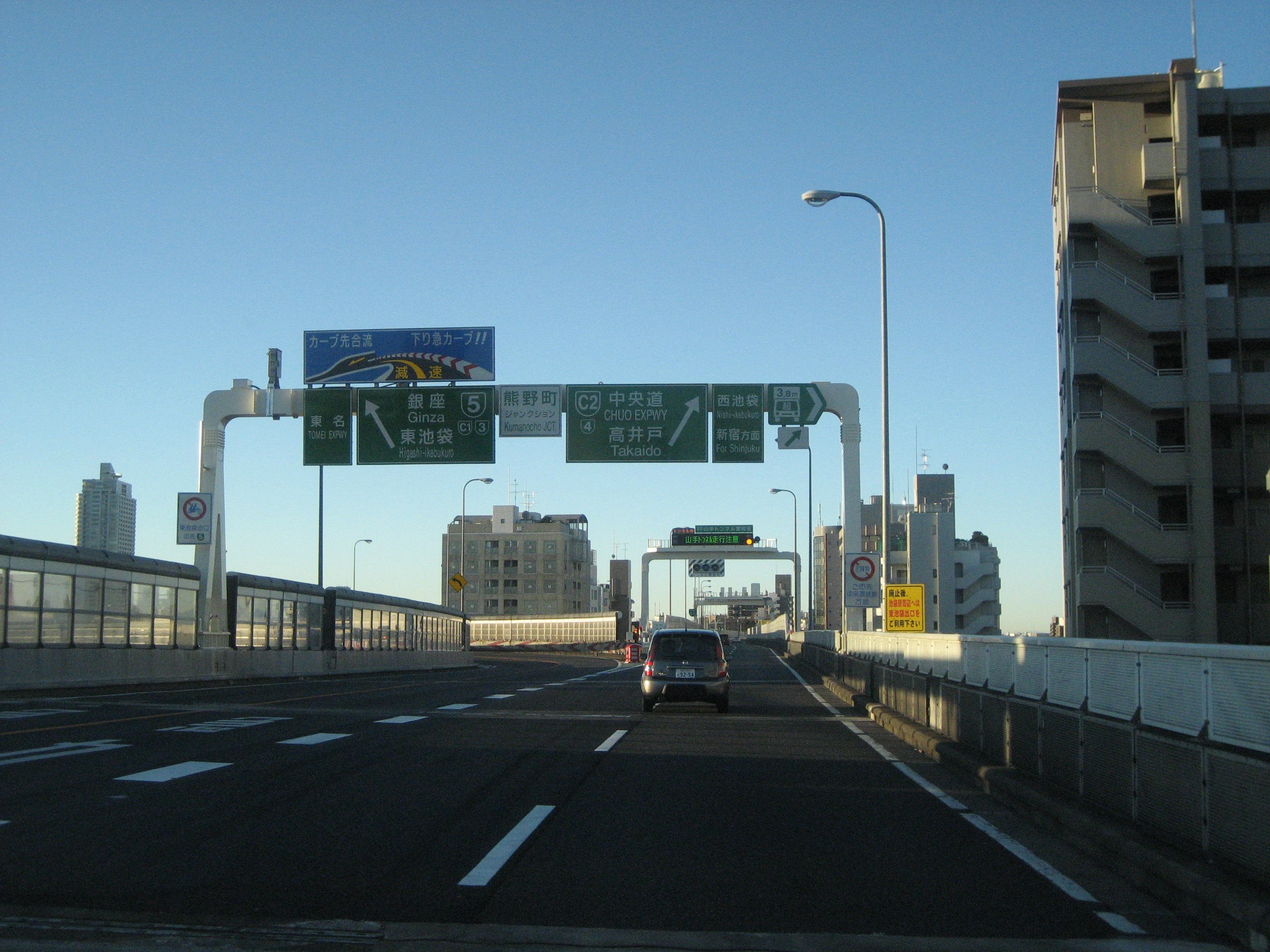
池袋線と中央環状線との分岐付近

熊野町ジャンクション（くまのちょうジャンクション）は、東京都板橋区及び豊島区にある首都高速道路5号池袋線と中央環状線を結ぶジャンクションである。
周辺の地名は、板橋区熊野町、中丸町、豊島区池袋本町、池袋である。高架下は山手通りが地下、国道254号（川越街道）が地上を通る立体交差となっている。

## 接続している路線
- 首都高速5号池袋線竹橋JCT方面・首都高速中央環状線西新宿JCT方面 ⇔ 首都高速5号池袋線美女木JCT方面・首都高速中央環状線江北JCT方面

## 構造
中央環状新宿線開通以前は5号池袋線の高松出入口の一部として利用されていたランプウェイが、中央環状新宿線が開通した際にそのままJCTとなった。そのため、中央環状線西新宿JCT方面と5号池袋線竹橋JCT方面は相互に連絡できない。
中央環状線は当JCTから大井JCTまで山手トンネルが存在するため、本JCTから先は危険物搭載車両の通行が禁止、もしくは制限されている。王子方面から来た当該車両は、当JCTから5号池袋線に入ることになる。
中央環状新宿線方面（中央道・東名高速方面）と中央環状王子線方面（東北道・常磐道方面）を行き来する際は、熊野町JCT - 板橋JCT間で5号池袋線の本線を平面交差する必要がある。逆もまた同様で、5号池袋線の池袋・竹橋方面と高島平・戸田方面を行き来する際は同JCT間で中央環状線の本線を平面交差する必要がある。
JCT間の短い区間での分岐・合流による渋滞が発生していたことから、この渋滞緩和を図るため、「中央環状線機能強化事業」の一環として板橋JCT - 熊野町JCT間を従来の3車線から4車線化に拡幅する工事が行われ、2018年3月18日に完成した。

## 歴史
- 1977年（昭和52年）8月 - 首都高速5号池袋線北池袋 - 高島平間開通、高松出入口の分岐路として供用開始。
- 2007年（平成19年）12月22日 - 首都高速中央環状線熊野町JCT - 西新宿JCT間開通。
- 2008年（平成20年）8月3日 - タンクローリー横転火災事故発生（熊野町ジャンクション火災事故）により通行止[4]。
- 2008年（平成20年）10月14日 - 熊野町ジャンクション火災事故の復旧工事完了により通行止解除[5]。
- 2018年（平成30年）3月18日 - 熊野町JCT - 板橋JCT間が4車線化[3]。

## 隣
首都高速5号池袋線
(509)北池袋出入口 - 熊野町JCT - 板橋JCT - (511)板橋本町出入口
首都高速中央環状線
(C28)高松入口 - 熊野町JCT - 板橋JCT - (C29)新板橋出口